# Damiano Tommasi
Damiano Tommasi (Negrar, 17 mei 1974) is een Italiaans voormalig betaald voetballer.

## Algemeen
Hij debuteerde op negentienjarige leeftijd bij voetbalclub Hellas Verona. Na drie seizoenen vertrok hij naar AS Roma, waar hij tot 2006 nog speelde. Ook maakte hij geregeld deel uit van de nationale ploeg van Italië.

## Opzienbarend
Tommasi baarde eind 2005 opzien door aan te bieden voor 1500 euro per maand (het minimumloon in Italië) te gaan voetballen. Op deze wijze wilde Tommasi iets terug doen voor de steun die hij van de club ontving tijdens een langdurige zware knieblessure; "Ik verdien nu alsnog meer dan veel hardwerkende Italianen." Met dit gebaar maakte Tommasi zich mateloos populair in Italië. Later heeft AS Roma Tommasi alsnog een nieuw contract aangeboden waarmee hij 30x zoveel ging verdienen.

## Olympische Spelen
Tommasi vertegenwoordigde zijn vaderland op de Olympische Spelen 1996 in Atlanta, waar de Italiaanse olympische selectie onder leiding van bondscoach Cesare Maldini al in de groepsronde werd uitgeschakeld.

## Loopbaan
- 1992-96: Hellas Verona
- 1996-2005: AS Roma
- 2006-2008: Levante UD
- 2008-jan 2009 : Queens Park Rangers
- 2009 :Tianjin Teda

## Erelijst
AS Roma
- Serie A

2001
1 Pagliuca ·
3 Nesta ·
4 Cannavaro ·
5 Galante ·
6 Fresi ·
7 Ametrano ·
8 Crippa ·
9 Branca ·
10 Brambilla ·
11 Delvecchio ·
12 Buffon ·
13 Pistone ·
14 Tommasi ·
15 Pecchi ·
16 Morfeo ·
17 Lucarelli ·
18 Bernardini ·
19 Sartor ·
Coach: Maldini
1 Buffon ·
2 Panucci ·
3 Maldini  ·
4 Coco ·
5 Cannavaro ·
6 Zanetti ·
7 Del Piero ·
8 Gattuso ·
9 Inzaghi ·
10 Totti ·
11 Doni ·
12 Abbiati ·
13 Nesta ·
14 Di Biagio ·
15 Iuliano ·
16 Di Livio ·
17 Tommasi ·
18 Delvecchio ·
19 Zambrotta ·
20 Montella ·
21 Vieri ·
22 Toldo ·
23 Materazzi ·
Coach: Trapattoni